# St. Georg (Zeitschrift)
St. Georg (Eigenschreibweise St.GEORG)  war ein monatlich erscheinendes Magazin aus dem Hamburger Jahr Media Verlagshaus, das sich vor allem mit den Themen Reitsport, Pferdezucht und ganz allgemein Themen rund um die Freizeitgestaltung mit Pferden beschäftigte. Namensgeber der Zeitung war der heilige Georg, der unter anderem auch der Schutzpatron der Reiter ist.
ST.GEORG war die älteste deutsche Sportzeitschrift, gegründet 1900 als Illustrirte Zeitschrift für Sport und Gesellschaft – Offizielles Organ des Deutschen Sport-Vereins. Schon recht bald konzentrierte sich die Berichterstattung auf das sportliche Geschehen rund ums Pferd.

## St.Georg bis 2025
Die Redaktion des in Hamburg ansässigen Magazins konzentrierte sich auf Artikel, die sich mit den drei olympischen Reitsportdisziplinen Dressurreiten, Springreiten und Vielseitigkeitsreiten beschäftigten. Außerdem waren der Fahrsport, das Jagdreiten und, vor allem im Kontext der Weltmeisterschaften, Voltigieren, Distanzreiten („Endurance“) und Westernreiten Gegenstand der Berichterstattung.
Neben dem Spitzensport befasste sich jede Ausgabe mit den Unwägbarkeit des reiterlichen Alltags: Dazu zählen Trainingstipps von profilierten Fachleuten, wie Bundestrainern, Kaderreitern bis hin zu Olympiasiegern in der Rubrik „Promi. bzw. Profistunde“. Tiermedizinische Aspekte und Informationen rund um die Pferdehaltung sind weitere Themenschwerpunkte.
St. Georg verstand sich selbst als ein engagiertes Medium, das sich nicht scheute, unbequeme Fragen zu stellen. So prägte eine Überschrift eines Artikels über Nicole Uphoff, „Rollkur“, einen Begriff, der seitdem das extreme „Aufrollen“ des Pferdehalses als Trainingsprinzip bezeichnet. Es wurde eine intensive Diskussion über die vom Weltreiterverband daraufhin als Hyperflexion bezeichnete Methode geführt, nachdem St. Georg den Artikel „Dressur pervers“ veröffentlicht hatte.
Aber auch in anderen tierschutzrelevanten Fragen war St. Georg aktiv. So war das Thema Doping im Pferdesport immer wieder ein Thema. Auf der Homepage der Zeitschrift wurde dazu ein Lexikon der Dopingfälle im Reitsport geführt.
1962 gab es in Deutschland noch 220.000 Pferde, zum Jahr 2000 ging man von ungefähr 800.000 Tieren aus. Die Entwicklungen in der Pferdezucht und Tendenzen der modernen Produktionsmedizin wie beispielsweise das Klonen wurden redaktionell begleitet. Reisereportagen, Produktübersichten, die dem Leser Orientierungshilfen auf dem Markt der Reitsportanbieter gaben, und Porträts von Menschen, von denen nicht jeder weiß, dass sie auch etwas mit Pferden zu tun haben, wie etwa Ursula von der Leyen, gehörten zum Themenfeld der Zeitschrift. Darüber hinaus wandte sich die „Georgie-Seiten“ an die nächste Generation reitender Leser. St. Georg war das Mitteilungsorgan des Deutschen Reiter- und Fahrerverbands (DRFV).
Im Frühjahr 2025 wurde die Zeitschrift St. Georg eingestellt.

## Geschichte
- 1900 Die erste Ausgabe des (damals noch) Sankt Georg erschien am 1. April in Berlin als Illustrirte Zeitschrift für Sport und Gesellschaft – Offizielles Organ des Deutschen Sport-Vereins. Themen sind vor allem Gesellschaftsnachrichten sowie Militär und Fahrsport.
- 1903 Konzentration auf den Pferdesport. Benno von Achenbach propagierte im St. Georg eine neue Anspannungsart für Kutschpferde, die seitdem weltweit praktiziert wird.
- 1912 In einem Preisausschreiben suchte die Zeitschrift ein Wort, das den sportlichen Wettkampf zu Pferde beschreiben sollte. Bislang wurde dafür der französische Begriff „Concours hippique“ verwendet. Es gewann das Wort „Turnier“, das seitdem zum festen Bestandteil des deutschen Sprachgebrauchs wurde. Im selben Jahr nahmen erstmals Reiter an den Olympischen Spielen teil. Die Zeitschrift St. Georg berichtete aus Stockholm.
- 1919–1933 war Gustav Rau, der nach dem Zweiten Weltkrieg maßgeblich für den Wiederaufbau der deutschen Pferdezucht und der Neuorientierung zum Sportpferd verantwortlich werden sollte, Chefredakteur. 1913 initiierte er die Gründung des Deutschen Olympiadekomitees für Reiterei (DOKR).
- 1920er Jahre – Der heute übliche Springstil des Reiters, sich über dem Hindernis nach vorn zu beugen, war in Deutschland früher weitgehend unbekannt. Das Blatt stellte die neue Methode des Italieners Federico Caprilli zur Diskussion.
- 1943 wurde die Produktion des St. Georg im Zweiten Weltkrieg eingestellt. Offizielle Begründung: Papiermangel. Im Ersten Weltkrieg hatte sich die Zeitschrift noch als glühender Verfechter der „vaterländischen Sache“ gegeben; es wurde die Hubertusjagd im Feindesland thematisiert oder gefragt, wie sich Turnierpferde im Felde bewährten. Im Zweiten Weltkrieg war Chefredakteur Günter Marschall bemüht, neutralere Themen als seine Vorgänger zu finden.
- 1949 erschien am 1. Januar die erste Ausgabe nach Ende des Krieges.
- 1950 wurde der Dressurrichter Richard Abé Chefredakteur. 1960 beschloss die Deutsche Reiterliche Vereinigung, dass hauptamtliche Journalisten nicht mehr als Richter auf Turnieren eingesetzt werden dürfen.
- 1975 übernahm der Jahr-Verlag die Zeitschrift, Gerrit Wöckener wurde Chefredakteur, auf ihn folgte 1984–1995 Hermann Kothe.
- In den 1980er Jahren engagierte sich der St. Georg gegen die Missstände, die auf europaweiten Transporten von Schlachtpferden herrschten.
- Seit 1993 ist der St. Georg das offizielle Organ des Deutschen Reiter- und Fahrer-Verbandes.
- 1995 übernahm mit Gabriele Pochhammer die erste Frau die Chefredaktion des Blattes, das seither im Jahr Top Special Verlag erscheint.
- 2012: Beginnend mit der Novemberausgabe übernahm der bisherige stellvertretende Chefredakteur Jan Tönjes die Chefredaktion. Gabriele Pochhammer wurde nun Herausgeberin der Zeitschrift.[4]
- 2025: Im Frühjahr 2025 wurde die Zeitschrift St. Georg eingestellt.[2]